# Moreton-in-Marsh
Moreton-in-Marsh is een stadje en civil parish in het noordoosten van Engelse graafschap Gloucestershire met 3.493 inwoners (2011). Het ligt even ten noorden van de Cotswolds aan een historische handelsroute, de Fosse Way. 
Moreton-in-Marsh kreeg in 1227 marktrechten en heeft tegenwoordig een drukbezochte dinsdagse warenmarkt. Deze vindt plaats in de brede High Street, die als marktplein fungeert. Opvallendste gebouw is hier de Redesdale Hall, een uit 1887 daterende markthal. Het oudste gebouw van Moreton-in-Marsh is de 17de-eeuwse Curfew Tower, die zich ertegenover bevindt.
Moreton-in-Marsh is een van de weinige plaatsen in de Cotswolds met een treinstation. Vanaf station Moreton-in-Marsh, dat sinds 1853 bestaat, heeft het stadje een directe verbinding met Worcester, Oxford en Londen. De lijn wordt geëxploiteerd door Great Western Railway.

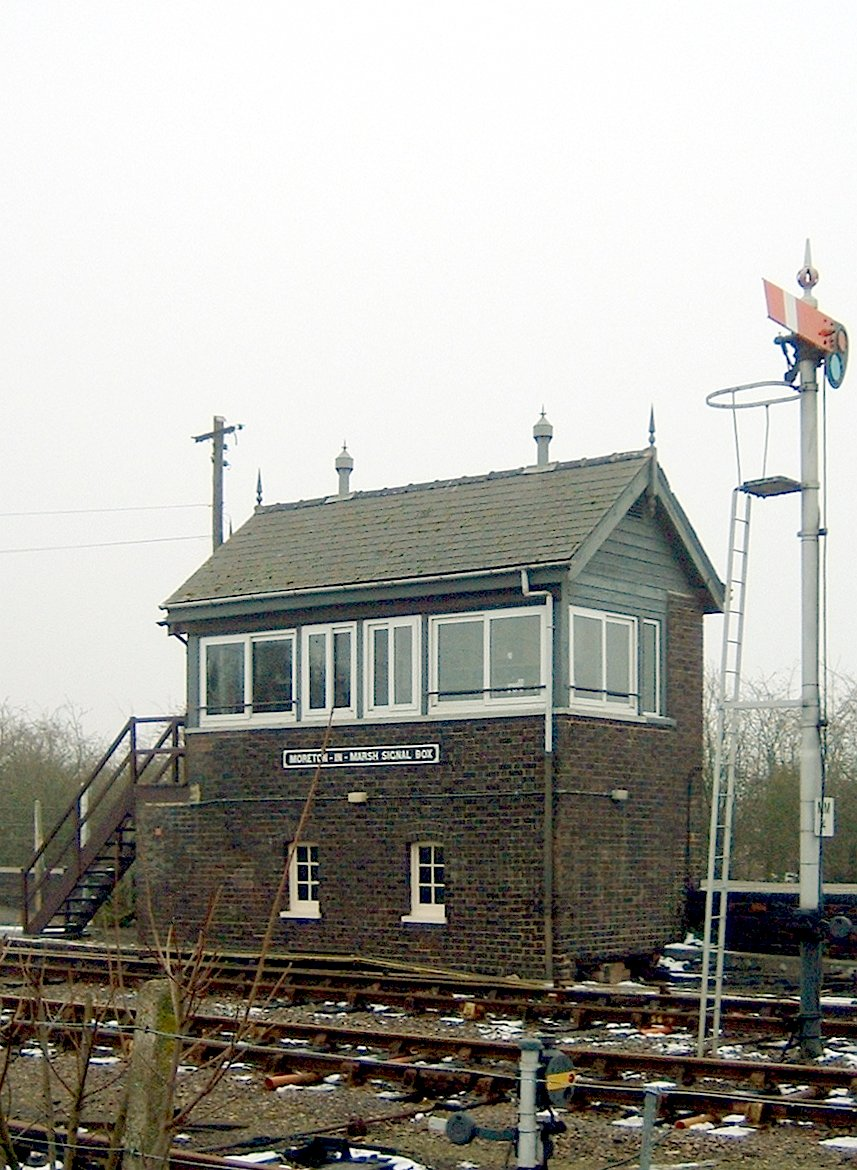
Het seinhuis van station Moreton-in-Marsh